# ヒュプナー降下猟兵連隊
ヒュプナー降下猟兵連隊（ヒュプナーこうかりょうへいれんたい、Fallschirmjäger Regiment Hübner）またはヒュプナー戦闘団（Kampfgruppe Hübner）とは、第二次世界大戦中にドイツ空軍が有した降下猟兵部隊である。

## 編成
ヒューブナー降下猟兵連隊は1944年8月に緊急即応部隊として編成され、1944年9月にエルドマン降下猟兵師団（Fallschirmjäger Division Erdmann）に編入された。1944年11月から1945年3月までは独立した戦闘集団第24降下猟兵連隊（Fallschirmjäger Regiment (FJR) 24）として活動し、第8降下猟兵師団（8. Fallschirmjäger Division）傘下の部隊であった。

## 指揮官
指揮官のフリードリッヒ・ヒュプナー（Friedrich Hübner）中佐は北アフリカで英第8軍を相手に戦ったラムケ降下猟兵旅団の第5降下猟兵大隊/第II大隊の指揮官でもあった。ヒュプナーは戦後も数年間ドイツ連邦軍に勤め続けた。

## 組織
ヒュプナー降下猟兵連隊は戦力が最強の時でも2個野戦大隊を擁しただけだといわれている。3つ目の大隊は編成途上であり戦闘準備が整っていなかった。第3大隊は当初オランダのSint OdiliënbergとMelickに駐屯していた。

## 戦歴
1944年12月にヒュプナー降下猟兵連隊とミュラー降下猟兵連隊（FJR Müller）はマース川沿いの戦線の第176歩兵師団の増援でルールモントへ送られた。ヒュプナーとミュラー両連隊は降下猟兵の訓練部隊であり連隊番号を持っていなかったが各々指揮官の名を命名された。部隊の正式名称は”ヒュプナー降下猟兵補充訓練連隊”（“Fallschirmjäger Ersatz und Ausbildungs Regiment Hübner”）と”ミュラー降下猟兵補充連隊”（“Fallschirmjäger Ersatz Regiment Müller”）であった。
1945年1月に連隊は第15軍に配属され、第XII SS軍団の北側面の防御のためにマース川に配置された。1945年1月19日 - 21日のブラックコック作戦中に英第7装甲師団による攻撃下でサント・ヨースト（ St. Joost）防衛で果敢な戦いを行った。ヒュプナーの部下たちの奮戦にもかかわらず英軍は火炎放射器を装備した戦車の援護を伴い接近しサント・ヨーストを占領した。
ブラックコック作戦中にヒューブナー降下猟兵連隊中の英語の話せる降下猟兵で特別哨戒隊が編成された。この隊の粒選りの40名の兵士達は流暢な英語を話し、敵の戦線背後に浸透して出来うる限りの混乱を引き起こすために選抜された。2月の前半にリンネ近郊のルア（Roer）三角州を掌握していたブリティッシュ・コマンドスはこの特別哨戒隊の夜間哨戒に驚かされた。.
1945年2月にヒュプナー戦闘集団は第24降下猟兵連隊（Fallschirmjäger Regiment 24：FJR 24）と改称されたが指揮官は依然ヒュプナー中佐であった。1945年3月に第24降下猟兵連隊はツァンダー少佐（Major Zander）の指揮下に置かれ、ドイツ北西部で遅滞戦闘に従事してから最終的には1945年4月にブレーメンの南で英軍に投降した。